# DOCSIS
DOCSIS (ang. Data Over Cable Service Interface Specification) – standard transmisji danych w istniejących hybrydowych sieciach kablowych HFC. DOCSIS opisuje standard stosowany przede wszystkim w USA, podczas gdy EURODOCSIS to system stosowany głównie w Europie, choć wiele sieci stosuje DOCSIS również na starym kontynencie.

## Podstawy
Najpopularniejszym zastosowaniem jest udostępnienie abonentom sieci telewizji kablowej dostępu do sieci Internet. DOCSIS jest niezwykle elastycznym standardem, z dużą przyszłością (szybkość transmisji w sieci kablowej to obecnie nawet 1 Gb/s).

## Historia
W 1997 r. CableLabs przedstawiło specyfikację interfejsu transmisji danych w sieciach kablowych. Producenci sprzętu w 1998 r. uczestniczyli w teście mającym na celu potwierdzenie współpracujących ze sobą w ramach standardu DOCSIS. W 1999 r. wydano pierwsze certyfikaty – dla modemów kablowych oraz zaświadczenia o kwalifikacji CMTS-ów. Początkowo ceny modemów utrzymywały się na poziomie $300, obecnie spadły do $30. W ten sposób określono wersję 1.0 standardu DOCSIS.
Wersja 1.1 powstała w kwietniu 1999 roku i poza ustandaryzowaniem opisanych w wersji 1.0 mechanizmów QoS, wprowadziła również obsługę telefonii VoIP. Kolejna wersja 2.0 miała za zadanie głównie zwiększenie przepustowości od klienta z 10 do 30 Mbit. Wersja 3.0 zaprezentowana w sierpniu 2006 roku poza radykalnie zwiększonymi przepustowościami przy pomocy mechanizmu łączenia kanałów wprowadziła również obsługę IPv6. Pierwsze testy produkcyjne zostały przeprowadzone od października do grudnia 2007 roku w Wielkiej Brytanii dla łącza o prędkości 50 Mbps. dwa lata później pierwszy polski duży operator wprowadza do oferty łącza wykorzystujące DOCSIS 3.0. DOCSIS 3.1 opublikowany w 2013 roku to kolejne zwiększenie prędkości osiągnięte tym razem poprzez całkowitą zmianę sposobu wykorzystania widma radiowego do świadczenia usług. W 2018 r. planowane jest uruchomienie tego standardu produkcyjnie, również w Polsce. Rozwijany od 2017 roku standard DOCSIS 3.1 Full Duplex ma zgodnie z nazwą umożliwić skorzystanie z łącz symetrycznych.

## Technika
DOCSIS opiera się na cyfrowej transmisji do i od klienta, który wyposażony jest w modem kablowy. W centralnym punkcie dystrybucyjnym sieci kablowej, zwanym stacją czołową, znajduje się urządzenie CMTS (ang. Cable Modem Termination System). Urządzenie to stanowi serce systemu. Od strony sieci kablowej wyposażone jest w interfejsy umożliwiające transmisję do klienta (tzw. port Downstream – DS) oraz odbierające (tzw. port Upstream – US).
W domenie MAC DOCSIS spotykamy zwykle jeden port US i np. 4, 6 lub 8 portów DS. Od wersji 3.0 dokonano połączenia logicznego wielu portów DS w jeden logiczny kanał. Oznacza to że szerokość współdzielonego pasma wynosić może setki Mb, w zależności od ilości połączonych DS. Analogicznie podobną technikę stosuje się dla US. Ostatnia specyfikacja umożliwia łączenie do 32 kanałów (tzw. channel bonding) do klienta (DS) i 8 od klienta (US). Przy najszybszej dostępnej modulacji kanału dosyłowego (DS) QAM256 i szerokości kanału 8MHz (EuroDOCSIS) umożliwia to dostarczenie do modemu klienta strumienia danych na poziomie 1600 Mbps.
Z racji budowy standardu tak by mógł koegzystować z telewizją kablową przesyłaną w tym samym medium, podstawowa szerokość kanału dla standardu DOCSIS to pochodne od standardu NTSC 6 MHz, podczas gdy dla standardu EuroDOCSIS szerokość kanału to 8 MHz. Przekłada się to na maksymalną przepustowość kanału wynoszącą odpowiednio 38 Mbps dla DOCSIS i 50 Mbps dla EuroDOCSIS. Od wersji 3.1 wersja „europejska” przestała istnieć.